# Farrea foliascens
Farrea foliascens är en svampdjursart som beskrevs av Topsent 1904. Farrea foliascens ingår i släktet Farrea och familjen Farreidae. Inga underarter finns listade i Catalogue of Life.